# Фінн (Зоряні війни)
Фінн (англ. Finn) — персонаж сьомого епізоду «Зоряних війн». Ще із самого дитинства був забраний у лави штурмовиків на службу до Першого Ордену. На початку служби йому було дано кодову кличку замість його власного імені — FN2187. Покірно виконував службу, за що був неоднорозово відзначений нагородами. Згодом після тривалої служби, вони із загоном штурмовиків летять на планету Джаку, де вони понинні знайти пілота Нової Республіки По Дамерона. Далі вони беруть його у полон, а решті штурмовиків включаючи FN2187 (Фінн) віддали наказ зачисти поселення людей. Він вагався, і опісля чого він зрозумів, що немає за що битись, і немає мотивації вести війну проти Нової Республіки. Вже на борту космічно корабля йому було наказано привести пілота Нової Республіки По Дамерона до тюремної камери, але Фін вчинив по-іншому, здружившись із По Дамероном вони вирішили покинути космічний корабель на космічному винищувачі TIE-Fighter. Опісля чого була запекла боротьба у космосі. Наших героїв сбивають лазерні турелі, і вони падають на пустельну планету Джаку. Фінн оговтавшись першим від грубого приземлення йде на пошуки По Дамерона, але знаходячи його вже він не встигає йому допомогти і його корабель поглинає сипучий пісок, Фін нічим невзмозі допомогти йде геть у пошуках якось притулку.

## Цікаві факти
- Фінн був першим новим персонажем сьомого епізоду «Зоряних війн», якого було показано публіці. Уперше він з'являється на 22-й секунді першого тизеру фільму.
- Кодова назва Фінна У Першому Ордені (FN2187), він був названий на честь тюремної камери у якій була Принцеса Лея у 4-му епізоді Зоряних Війн.